# Hillsong United
Hillsong United – chrześcijański zespół muzyczny duszpasterstwa młodzieży z zielonoświątkowego australijskiego megakościoła Hillsong. W tym kościele duszpasterstwo młodzieży obejmuje na cztery grupy wiekowe: klasy od 7 do 9, klasy od 10 do 12, od 18 do 25 lat i od 25 do 35 lat.

## Muzyka
Od roku 1998 Hillsong United co roku wydaje album piosenek. Oprócz grania w Sydney, zespół podróżuje po świecie koncertując i prowadząc konferencje duszpasterskie. Od roku 2002 liderem grupy jest Joel Houston, syn twórców Hillsong.